# Cush Jumbo
Cush Jumbo (Londra, 23 settembre 1985) è un'attrice britannica.

## Biografia
Nata a Londra, esordisce nel 2008 nel ruolo di Hannah in Harley Street. Nel 2009 è nel cast di Torchwood col ruolo di Lois Habiba. Fra il 2012 e il 2016 è nel cast principale della serie Vera dove interpreta il ruolo di DC Bethany Whelan. Nel 2015 entra nel cast principale di The Good Wife, nei panni di Lucca Quinn, un nuovo avvocato dello studio di Alicia Florrick. Dal 2017 al 2021 interpreta la stessa Lucca Quinn nel primo spin-off di The Good Wife, The Good Fight.

## Filmografia

### Cinema
- Finalmente maggiorenni (The Inbetweeners Movie), regia di Ben Palmer (2011)
- National Theatre Live: She Stoops to Conquer, regia di Jamie Lloyd (2012)
- Remainder, regia di Omer Fast (2015)
- City of Tiny Lights, regia di Pete Travis (2016)
- Cartoline di morte (The Postcard Killings), regia di Danis Tanović (2020)

### Televisione
- My Family – serie TV, episodio 7x04 (2007)
- Harley Street – serie TV, 6 episodi (2008)
- Torchwood – serie TV, 5 episodi (2009)
- Casualty – serie TV, episodio 24x10 (2009)
- Lip Service – serie TV, 6 episodi (2010)
- Getting On – serie TV, 5 episodi (2010, 2012)
- Vera – serie TV, 7 episodi (2012, 2015-2016)
- The Good Wife – serie TV, 22 episodi (2015-2016)
- The Good Fight – serie TV, 40 episodi (2017-2021)
- Deadwater Fell – miniserie TV, 4 puntate (2020)
- The Beast Must Die – serie TV, 5 episodi (2020-2021)
- Stay Close – serie TV, 8 episodi (2021)
- Criminal Record - serie TV, 8 episodi (2024)

## Teatro (parziale)
- Pene d'amor perdute di William Shakespeare, regia di Dominic Dromgoole. Gielgud Theatre di Londra (2007)
- Pigmalione di George Bernard Shaw, regia di Gregory Hersov. Royal Exchange di Manchester (2010)
- Come vi piace di William Shakespeare, regia di Gregory Hersov. Royal Exchange di Manchester (2011)
- Giulio Cesare di William Shakespeare, regia di Phyllida Lloyd. Donmar Warehouse di Londra (2012)
- Ella si umilia per vincere di Oliver Goldsmith, regia di Jamie Lloyd. National Theatre di Londra (2012)
- La bisbetica domata di William Shakespeare, regia di Phyllida Lloyd. Delacorte Theater di New York (2016)
- Amleto di William Shakespeare, regia di Gregory Hersov. Young Vic di Londra (2021)
- Macbeth di William Shakespeare, regia di Max Webster. Donmar Warehouse di Londra (2023)

## Doppiatrici italiane
- Eleonora Reti in The Good Wife, Vera, The Good Fight, Stay Close
- Chiara Francese in Cartoline di morte